# Unterseeboot 411
L'U-411 est un Unterseeboot type VII utilisé par la Kriegsmarine pendant la Seconde Guerre mondiale.
Le sous-marin est commandé le 30 octobre 1939 à Dantzig (Danziger Werft), sa quille posée le 28 janvier 1941, il est lancé le 15 novembre 1941 et mis en service le 18 mars 1942, sous le commandement de l'Oberleutnant zur See Gerhard Litterscheid.

## Conception
Unterseeboot type VII, l'U-411 avait un déplacement de 769 tonnes en surface et 871 tonnes en plongée. Il avait une longueur totale de 67,10 m, un maitre-bau de 6,20 m, une hauteur de 9,60 m, et un tirant d'eau de 4,74 m. Le sous-marin était propulsé par deux hélices de 1,23 m, deux moteurs Diesel F46 de 6 cylindres produisant un total de 2 060 à 2 350 kW en surface et de deux moteurs électriques Siemens-Schuckert GU 343/38-8 produisant un total 550 kW, en plongée. Le sous-marin avait une vitesse en surface de 17,7 nœuds (32,8 km/h) et une vitesse de 7,6 nœuds (14,1 km/h) en plongée. Immergé, il avait un rayon d'action de 80 milles marins (150 km) à 4 nœuds (7,4 km/h ; 4,6 milles par heure), en surface, son rayon d'action était de 8 500 milles nautiques (soit 15 700 km) à 10 nœuds (18,5 km/h).
L'U-411 était équipé de cinq tubes lance-torpilles de 53,3 cm (quatre montés à l'avant et un à l'arrière) et embarquait quatorze torpilles. Il était équipé d'1 canon de pont de 8,8 cm SK C/35 (220 coups) et d'un canon anti-aérien de 20 mm Flak. Son équipage comprenait 46 sous-mariniers. 

## Historique
L'U-Boot commence sa période d'entraînement initial et de formation dans la 8. Unterseebootsflottille le 18 mars 1942. Il prend son service actif le 1er septembre de la même année dans la 6. Unterseebootsflottille, jusqu'à sa perte.
L'U-411 n'a ni coulé ni endommagé de navire au cours des deux patrouilles qu'il effectue. Le sous-marin a également participé à trois meutes ou groupes de combat.
Il est coulé le 13 novembre 1942, dans l'Atlantique à l'ouest de Gibraltar, à la position 36° 00′ N, 9° 53′ O par des charges de profondeur lancées par un avion multirôle Britannique Lockheed Hudson. 
Les 46 membres d'équipage meurent dans cette attaque.

### Meutes
L'U-411 prend part à trois Rudeltaktik ("meutes de loups") :
- Vorwärts (25 août – 18 septembre 1942)
- Westwall (8-9 novembre 1942)
- Schlagetot (9-13 novembre 1942)

## Commandement
- Oberleutnant zur See Gerhard Litterscheid du 18 mars 1942 au 19 octobre 1942
- Kapitänleutnant Johann Spindlegger du 20 octobre 1942 au 13 novembre 1942